# Jan Arnošt IV. Sasko-Kobursko-Saalfeldský
Jan Arnošt IV. Sasko-Kobursko-Saalfeldský (22. srpna 1658 Gotha – 17. prosince 1729 Saalfeld) byl sasko-kobursko-saalfeldským vévodou.

## Život
Narodil se jako sedmý přeživší syn Arnošta I. Sasko-Gothajského a jeho manželky Alžběty Žofie Sasko-Altenburské. Po smrti vévody Arnošta v roce 1675, vládl Jan Arnošt společně se svými bratry celému vévodství. O pět let později (1680) však bylo celé sasko-gothajsko-altenburské vévodství rozděleno mezi jeho sedm synů. Vzniklo vévodství gothajsko-altenburské, sasko-koburské, sasko-meiningenské, sasko-römhildské, sasko-eisenberské, sasko-hildburghausenské a sasko-saalfeldské. Právě územně nejmenší sasko-saalfeldsko obdržel nejmladší Jan Arnošt. Po smrti bezdětného bratra Albrechta V., získal v roce 1699 i vévodství sasko-koburské.
Jan Arnošt zemřel v Saalfeldu 17. prosince 1729 ve věku 71 let. Byl pohřben v kryptě zdejšího kostela sv. Jana.

## Manželství a potomci
V Merseburgu se 18. února 1680 s Žofií Hedvikou Sasko-Merseburskou (1660–1686). Přestože se jim narodilo pět dětí, dospělosti se dožil jen jeden syn a jedna dcera.
- 1. Kristína Žofie (14. 6. 1681 Saalfeld – 3. 6. 1697 tamtéž)[3][4]
- 2. mrtvě narozená dcera (*/† 6. 5. 1682 Saalfeld)[5]
- 3. Kristián Arnošt (18. 8. 1683 Saalfeld – 4. 9. 1745 tamtéž), vévoda sasko-kobursko-saalfeldský od roku 1729 až do své smrti[6][7]
⚭ 1724 Kristýna Frederika von Koß (24. 8. 1686 Saalfeld – 15. 5. 1743 tamtéž), morganatické manželství[8][9]
- 4. Šarlota Vilemína (14. 6. 1685 Coburg – 5. 4. 1767 Hanau)[10]
⚭ 1705 Filip Reinhard Hanau-Münzenberský (2. 8. 1664 Rheinau – 4. 10. 1712 Hanau), hrabě z Hanau-Münzenbergu[11]
- 5. mrtvě narozený syn (*/† 2. 8. 1686 Saalfeld)[12]

Žofie Hedvika zemřela na následky těžkého porodu v srpnu 1686. O čtyři roky později se Jan Arnošt tozhodl oženit znovu. V Maastrichtu pojal za choť 2. prosince 1690 hraběnku Šarlotu Johanu Waldecko-Wildungenskou (1664–1699). Měl s ní dalších osm potomků.
- 1. Vilém Fridrich (16. 8. 1691 Arolsen – 28. 7. 1620 Saalfeld), svobodný a bezdětný[13][14]
- 2. Karel Arnošt (12. 9. 1692 Saalfeld – 30. 12. 1720 Cremona), svobodný a bezdětný[15][16]
- 3. Žofie Vilemína (9. 8. 1693 Saalfeld – 4. 12. 1727 Rudolstadt)[17]
⚭ 1720 Fridrich Antonín Schwarzbursko-Rudolstadtský (14. 8. 1692 Rudolstadt – 1. 9. 1744 tamtéž), kníže schwarzbursko-rudolstadtský od roku 1718 až do své smrti[18]
- 4. Jindřiška Albertina (8. 7. 1694 Saalfeld – 1. 4. 1695 tamtéž)[19][20]
- 5. Luisa Emílie (24. 8. 1695 Saalfeld – 21. 8. 1713 Coburg)[21]
- 6. Šarlota (30. 10. 1696 Saalfeld – 2. 11. 1696 tamtéž)[22]
- 7. František Josias (25. 9. 1697 Saalfeld – 16. 9. 1764 Rodach), vévoda sasko-kobursko-saalfeldský od roku 1745 až do své smrti[23][24]
⚭ ⚭ 1723 Anna Žofie Schwarzbursko-Rudolstadtská (9. 9. 1700 Rudolstadt – 11. 12. 1780 Römhild)[25][26]
- 8. Jindřiška Albertina (20. 11. 1698 Saalfeld – 5. 2. 1728 Coburg)[27][28]